# Област Курбин
Област Курбин (алб. Rrethi i Kurbinit) је једна од 36 области Албаније. Има 54.000 становника (процена 2004), и површину од 235 km². На западу је земље, а главни град је Лач (алб. Laç).
Обухвата општине: Љач, Мамурас, Миљот и Фуш-Куће (Црвено Поље).